# Deutsche Gesellschaft für Medizinische Soziologie
Die Deutsche Gesellschaft für Medizinische Soziologie (DGMS)  ist eine 1972 gegründete Vereinigung zur Förderung von Wissenschaft und Forschung. Der Verein fördert die Medizinsoziologie in Forschung, Lehre und Praxis.

## Gründung
Mit der Einführung der Approbationsordnung für Ärzte im Jahr 1970 wurden psychosoziale Inhalte erstmals Teil der Pflichtlehrfächer im Medizinstudium. Dies führte dazu, dass sich die Medizinische Soziologie zu einer formell institutionalisierten wissenschaftlichen Disziplin entwickelte. Als vorklinischer Bereich beschäftigt sich die Medizinische Soziologie einerseits mit der soziologischen Betrachtung der medizinischen Versorgung (z. B. Organisation des Gesundheitssystems, soziale Interaktionen zwischen Ärzten und Patienten) und anderseits mit den Auswirkungen sozialer und ökonomischer Bedingungen auf die Gesundheit von Menschen (z. B. Armut und Gesundheit, Rolle von Arbeitsbedingungen, die Schutzwirkung sozialer Einbindung). Die formelle Einführung der Medizinischen Soziologie als Prüfungsfach in der medizinischen Ausbildung hatte auch zur Folge, dass das Fach institutionell organisiert wurde und Lehrstühle an Medizinischen Fakultäten eingerichtet wurden.
Die Gründung der Deutschen Gesellschaft für Medizinische Soziologie war auch eine Reaktion auf die Einführung des schriftlichen Prüfungssystems im Rahmen der Approbationsordnung von 1970 und ist gleichzeitig im Kontext der antiautoritären Studierendenbewegung entstanden. Zur Professionalisierung und Erhaltung der Medizinischen Soziologie im Lehr- und Prüfungssystem der Medizin erschien die Gründung einer Fachgesellschaft notwendig. So wurde die Deutsche Gesellschaft für Medizinische Soziologie (DGMS) am 4. November 1972 in Marburg gegründet.

## Entwicklungen
Die Deutsche Gesellschaft für Medizinische Soziologie organisiert sich heute in Arbeitsgruppen zur Förderung der medizinsoziologischen Forschungsfelder. Dabei fokussieren sich die Arbeitsgruppen auf Themen der gesellschaftlichen Einflüsse auf Gesundheitschancen und Krankheitsrisiken, gesundheitliche Konsequenzen des demografischen Wandels, soziale Determinanten und Gestaltung der Kranken- und Gesundheitsversorgung:
- Geschlecht und Gesundheit
- Gesundheitssoziologie und Medizinische Soziologie
- Kinder und Jugendliche
- Lehre
- Medizinsoziologische Theorien
- Methoden
- Prävention und Gesundheitsförderung
- Psychosoziale Einflüsse auf die Gesundheit
- Sozial-Epidemiologie
- Versorgungsforschung
- Wissenschaftlicher Nachwuchs

## Jahrestagungen
Jährlich veranstaltet die Deutsche Gesellschaft für Medizinische Soziologie jeweils in Kooperation mit der Deutschen Gesellschaft für Medizinische Psychologie (DGMP) oder der Deutschen Gesellschaft für Sozialmedizin und Prävention (DGSMP) Jahrestagungen. Seit 1985 fanden 36 Jahrestagungen der DGMS statt.
- Im Jahr 2022 fand die 36. Jahrestagung der DGMS nach Beginn der Corona-Pandemie erstmals wieder in Präsenz gemeinsam mit der DGSMP in Magdeburg statt. Das Thema der Tagung war „Soziale Gesundheit neu denken: Herausforderungen für Sozialmedizin und medizinische Soziologie in der digitalen Spätmoderne.“ Tagungspräsident war Christian Apfelbacher.[5]

- Die Jahrestagung im Jahr 2023 findet in Kooperation mit der DGMP in Gießen statt. Sie steht unter dem Thema: „Bewegte Zeiten: Lebenswelten im Wandel.“ Tagungspräsidentin ist Renate Deinzer.[6]

## Preise und Förderungen
Die DGMS vergibt jährlich den Preis zur Förderung des wissenschaftlichen Nachwuchses an deutschen Hochschulen im Fach Medizinische Soziologie. Ausgezeichnet werden Nachwuchswissenschaftler für besondere Aktivitäten in der medizinsoziologischen Forschung. Die Preise werden im jährlichen Wechsel für Abschlussarbeiten (Bachelor-, Diplom- oder Masterarbeit) und Dissertationen vergeben.

## Kooperationen
Die DGMS engagiert sich seit 1972 für grundlagen- und anwendungsbezogenen Forschungsthemen auf nationaler und internationaler Ebene. So kooperiert sie mit
- der European Society of Health and Medical Sociology (ESHMS),
- der European Public Health Association (EUPHA),
- der Deutschen Gesellschaft für Sozialmedizin und Prävention (DGSMP),
- der Sektion Medizinische Soziologie der Deutschen Gesellschaft für Soziologie (DGS),
- der Deutschen Gesellschaft für Medizinische Psychologie (DGMP),
- der Deutschen Gesellschaft für Public Health (DGPH),
- dem Deutschen Netzwerk für Versorgungsforschung (DNVF),
- dem Kongress für Armut und Gesundheit
- und dem Kooperationsverbund Gesundheitliche Chancengleichheit.

Auch ist sie Mitglied in der Arbeitsgemeinschaft der Wissenschaftlichen Medizinischen Fachgesellschaften (AWMF) und vertritt die Medizinische Soziologie dort in Lehre (Aus-, Fort- und Weiterbildung) und Forschung.

## Vorsitz
Der Vorstand wird von der ordentlichen Mitgliederversammlung auf die Dauer von zwei Jahren gewählt und bleibt bis zur Neuwahl des Vorstandes im Amt. 2022 wurde Nico Dragano als 1. Vorsitzender auf der Jahrestagung in Magdeburg wiedergewählt.

## Publikationen
- R. Deinzer, O. von dem Knesebeck (Hrsg.): „Online Lehrbuch der Medizinischen Psychologie und Medizinischen Soziologie“. DGMP und DGMS (2020)
- J. Siegrist, O. von dem Knesebeck, H. Pfaff: „Die Bedeutung des Faches ‚Medizinische Soziologie‘ für Lehre und Forschung an Medizinischen Fakultäten in Deutschland“. Georg Thieme Verlag KG Stuttgart: New York (2005)
- J. Siegrist: „Die Entwicklung der Medizinischen Soziologie in Deutschland“, in: J. Siegrist, U. Stößel, A. Trojan (Hrsg.): „Medizinische Soziologie in Deutschland: Entstehung und Entwicklungen“. Springer VS: Wiesbaden (2022)
- M. Härter, B. Ditzen, N. Dragano, G. Fabry, J. Kaiser, P. Kropp, M. Richter, C. Schut, OVD. Knesebeck, D. Bremer: „Medizinische Psychologie und Medizinische Soziologie im Wandel – Bestandsaufnahme und Perspektiven der beiden Fächer in Deutschland“ [Medical Psychology and Medical Sociology in Transition - Review and Perspectives of the two Disciplines in Germany]. Psychother Psychosom Med Psychol. Georg Thieme Verlag KG Stuttgart: New York. (2020)